# Metrou
Acest articol se referă la sisteme de metrou în general. Pentru informații specifice despre metroul din București, vezi Metroul din București
     Rețele de metrou într-un singur oraș
     Rețele de metrou în două sau mai multe orașe
     Rețele de metrou în construcție
     Rețele de metrou planificate
     Rețele de metrou inexistente

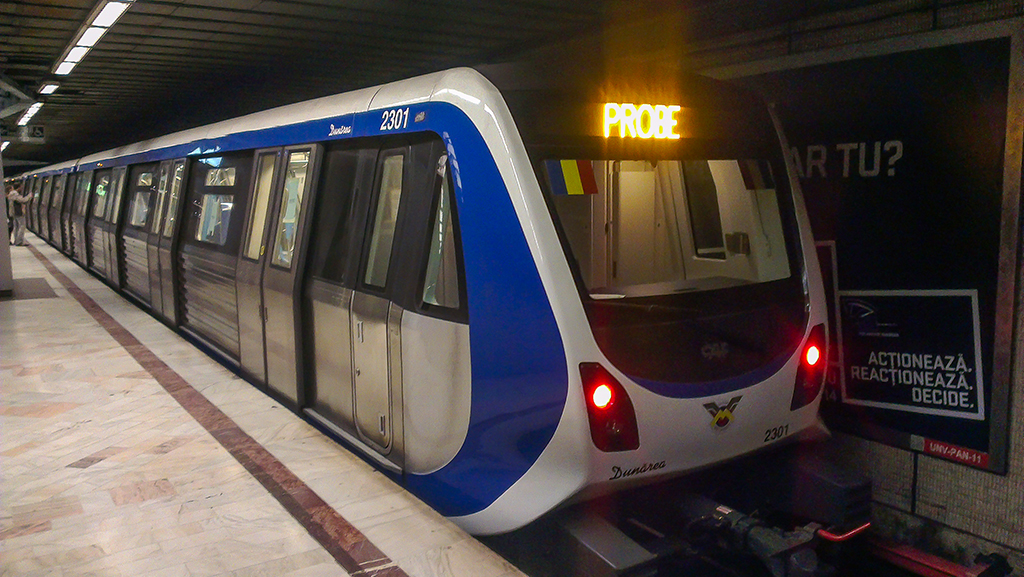
Un metrou din București

Rețele de metrou in lume:
Rețele de metrou într-un singur oraș
Rețele de metrou în două sau mai multe orașe
Rețele de metrou în construcție
Rețele de metrou planificate
Rețele de metrou inexistente

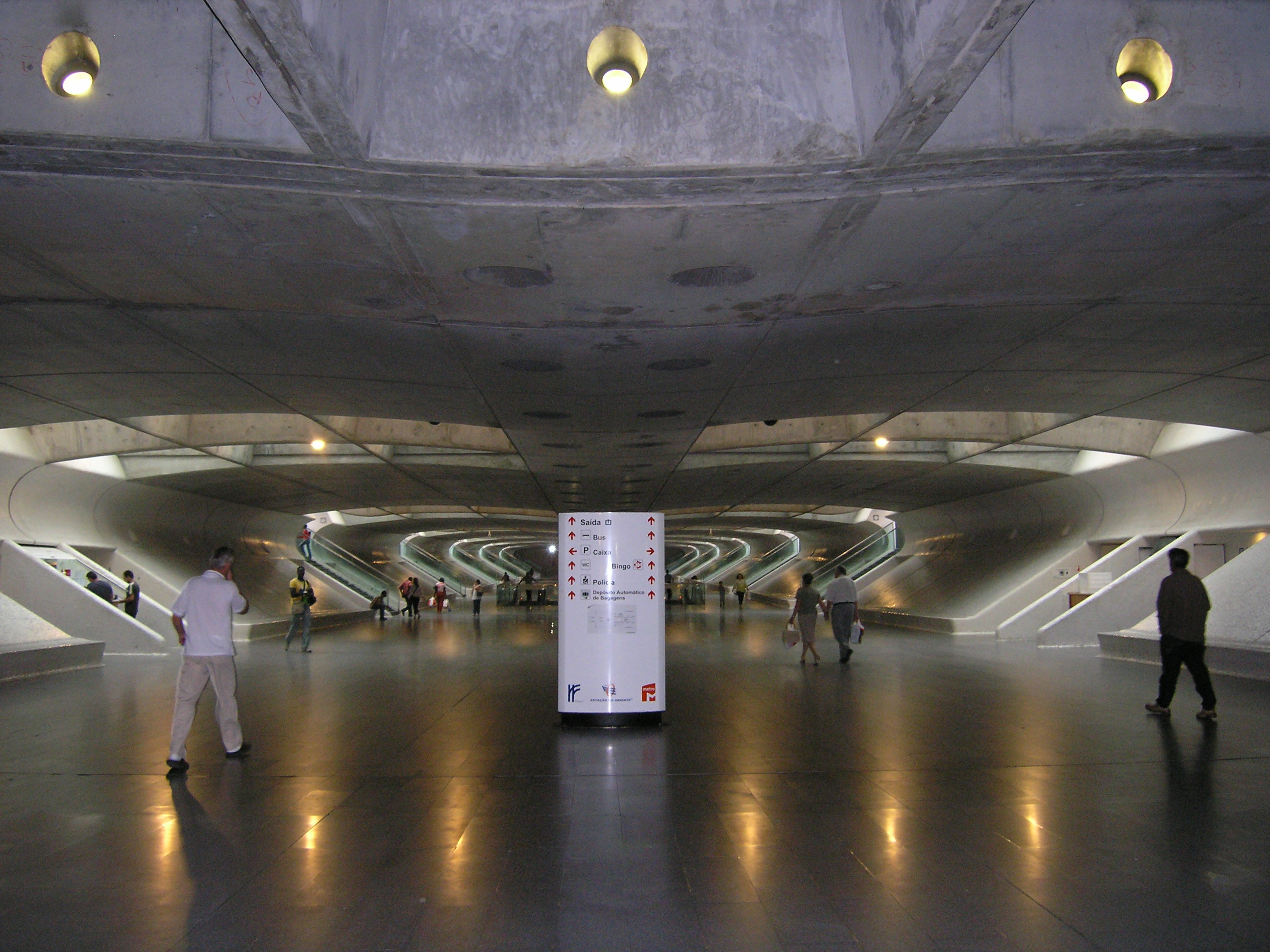
Stația de metrou "Gare do Oriente" din Lisabona

Metroul este un tip de transport public urban cu capacitate mare, conceput să deservească zonele urbane aglomerate. O linie de metrou este, în general, construită subteran, prin tuneluri, dar uneori poate circula și pe structuri suspendate („trenuri elevate” sau „skytrain”). Spre deosebire de autobuze sau tramvaie, metroul circulă pe o cale ferată exclusivă, neaccesibilă altor vehicule sau pietonilor.
Serviciile moderne de metrou folosesc trenuri electrice care circulă pe linii desemnate între stații. În unele cazuri, sistemele de metrou pot utiliza tehnologii alternative, precum anvelope ghidate din cauciuc, levitație magnetică (maglev) sau monorail. Stațiile sunt echipate cu peroane înalte, fără trepte între tren și peron, pentru a asigura accesul. Metroul este, de obicei, integrat cu alte mijloace de transport public și gestionat de aceeași autoritate de transport.
Primul sistem de metrou din lume a fost Metropolitan Railway din Londra, deschis în 1863, care folosea inițial locomotive cu abur și care acum face parte din sistemul London Underground.
Până în 2021, China (inclusiv Hong Kong și Macau) are cele mai multe sisteme de metrou din lume cu un număr de 40 în total, care operează peste 4.500 km de linii, fiind principala sursă al extinderii metroului în ultimul deceniu. Cel mai lung sistem de metrou operat de un singur operator este metroul din Shanghai, iar cel mai mare după numărul de stații este metroul din New York, cu 472 de stații. Cele mai aglomerate sisteme de metrou ca număr anual de călători sunt metroul din Shanghai, Tokyo, Seul și Moscova.

## Terminologie
În România și în alte țări, mai ales cele care vorbesc limbi romanice sau limbi slavice, termenul metrou sau metro este cel mai comun. În alte țări, se folosesc multe alte termene pentru ce este, în esență, același fel de sistem:
- U-Bahn, în Germania și Austria[1]
- Underground sau Tube în Londra[2]
- Subway în Statele Unite ale Americii[3]
- "El" train, numit și "L" train în Chicago
- Tunnelbana în Stockholm
- Tunnelbane în Oslo
- Metropolitana în Italia[4]

În țări vorbitoare de engleză, aceste sisteme se numesc frecvent subway sau underground, în țări vorbitoare de germană se numesc U-Bahn. Pentru mai multe nume alternative, vezi secțiunea corespunzătoare. Dacă șinele sunt elevate, sistemul se poate numi tren elevat (El-train în engleză). Sisteme cu o capacitate mai mică se numesc căi ferate ușoare sau metrou ușor, precum e sistemul Docklands Light Railway în Londra sau linia 41 de tramvai din București.

## Definiție

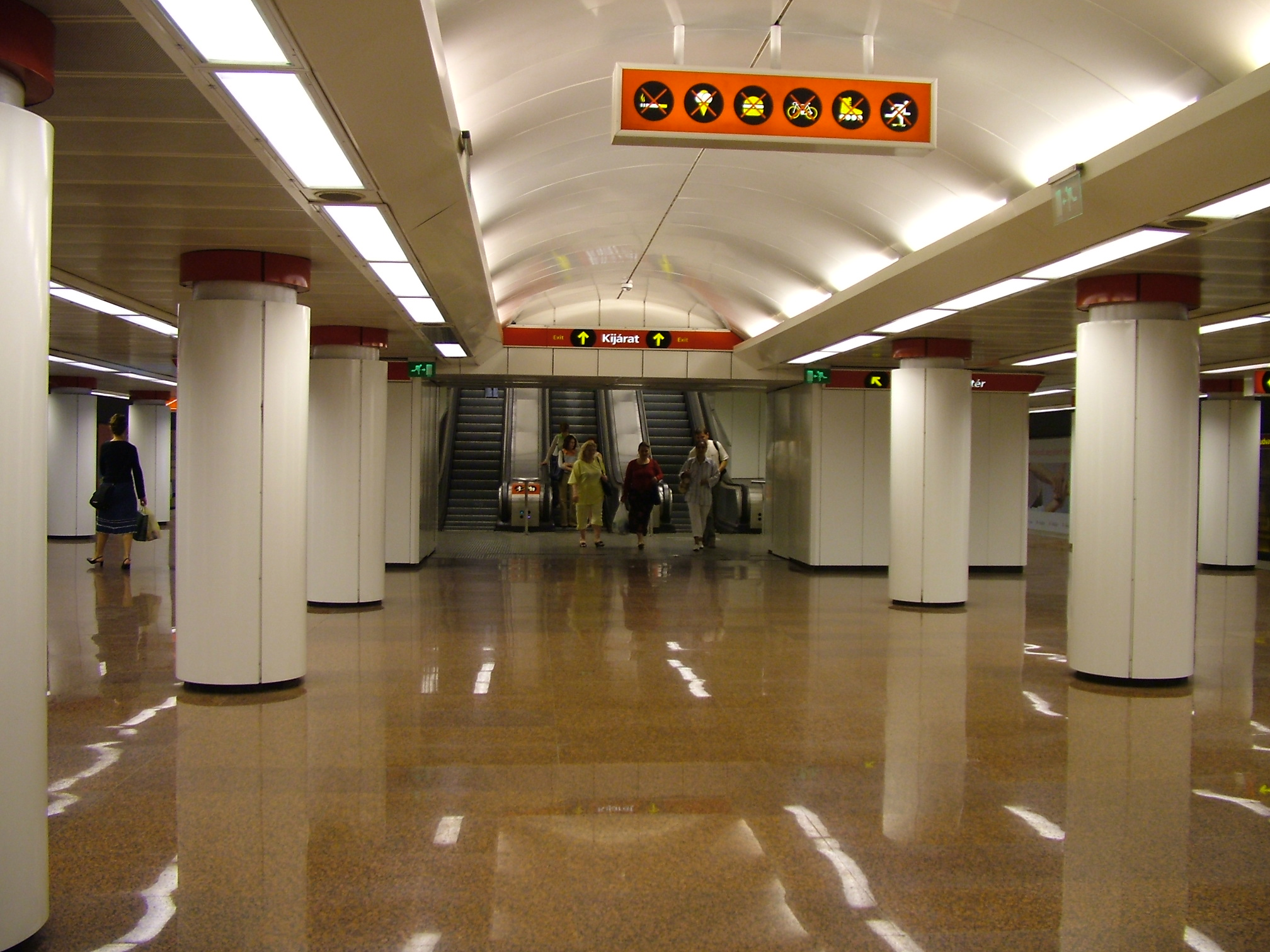
Stația Kossuth Lajos din linia 2 a metroului din Budapesta

O definiție a unui sistem "adevărat" de metrou include toate cele trei puncte de mai jos:
1. Sistemul este urban și folosește trenuri electrice
2. Sistemul este total independent de alt trafic
3. Sistemul are o frecvență mare de serviciu

În general, mulți consideră că o porțiune significantă a șinelor trebuie să fie subterane pentru a fi considerat un sistem ca "metrou". Când șinele nu sunt subterane, sistemul este ori sistem de tramvai sau metrou ușor, sau sistem de trenuri urbane precum este RER în Paris sau S-Bahn în Germania și Austria.

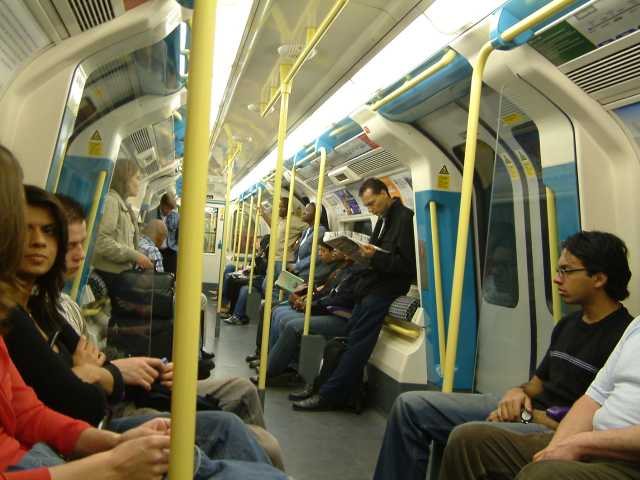
Un tren din rețeaua Underground din Londra

## Trenuri

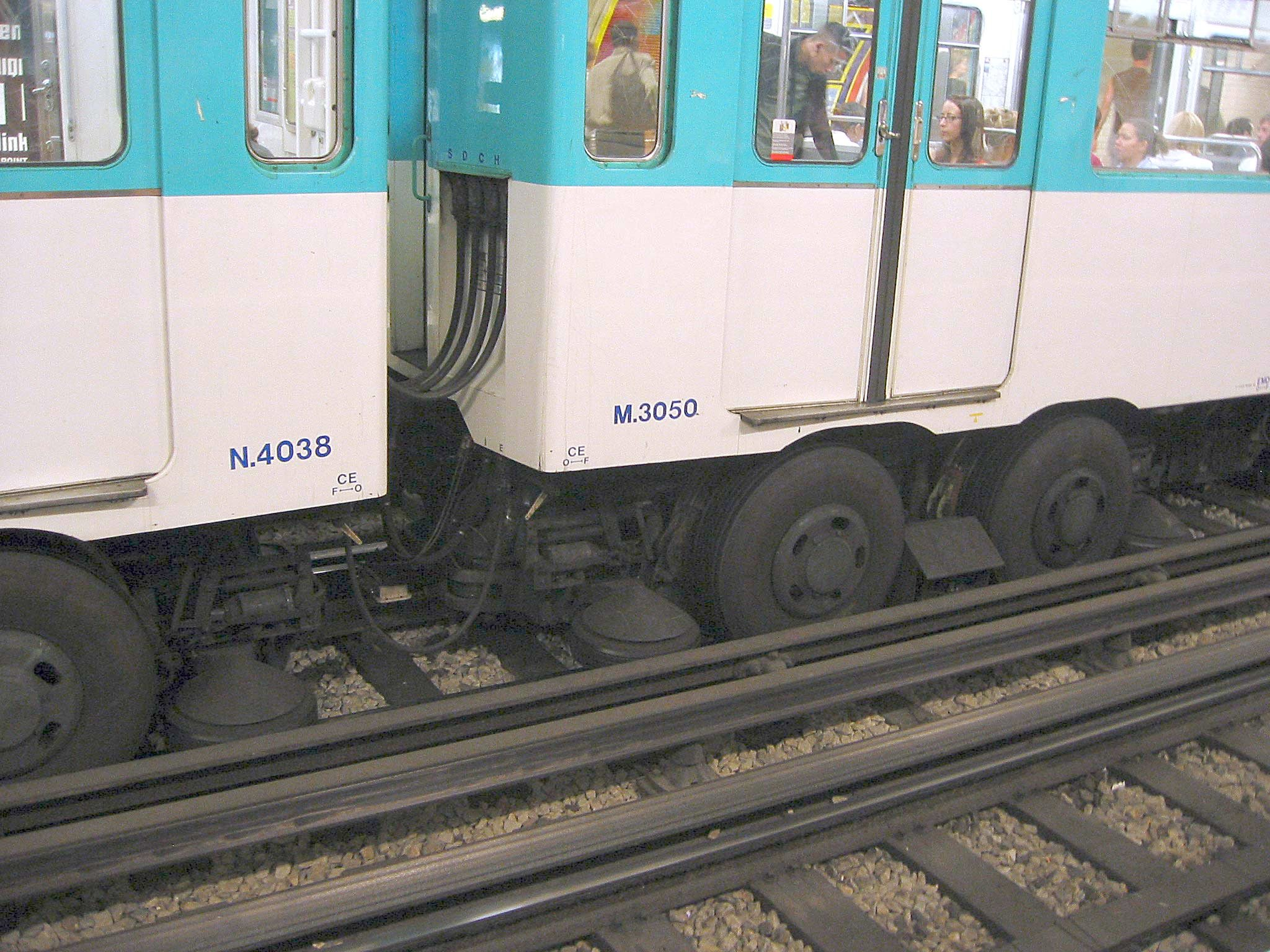
Trenuri din Metroul Parisian cu roți de cauciuc

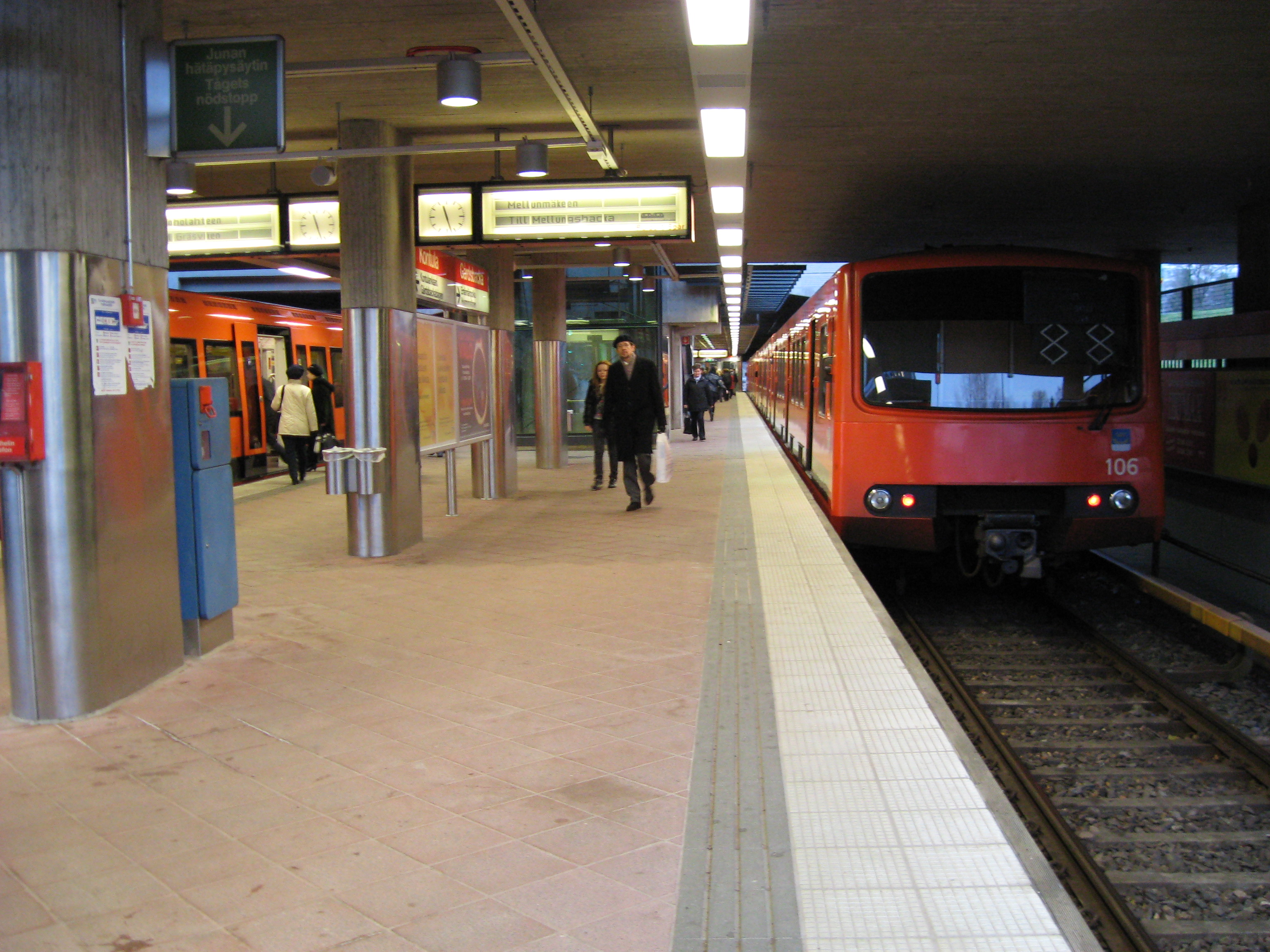
Metroul Helsinki, cel mai nordic sistem de metrou din lume

Unele linii de metrou sunt construite la mărimile unor linii principale (inter-urbane), pe când alte sisteme folosesc diferite forme de șine, și trenuri mai mici și mai ușoare. De exemplu, unele sisteme de metrou folosesc un mod de tramvaie care sunt operate pe șine subterane.
Majoritatea trenurilor de metrou sunt electrice, cu roți de oțel, mergând pe două șine de oțel. Electricitatea este canalizată printr-o șină mijlocie care se cuplează cu mijlocul trenului, sau direct prin cele două șine. Alte sisteme, mai ales cele care nu sunt subterane, folosesc același sistem ca trenurile de pe liniile interurbane - adică, primesc electricitatea din cabluri situate deasupra trenului.
Mai rar, se găsesc trenuri cu roți de cauciuc, precum unele linii din Metroul din Paris și Montreal. În sisteme unde elevația este mare, precum în zone muntoase, trenurile pot fi construite ca și funiculare (ex. Metroul din Lyon). În orașe cu sistem de metrou elevat, se poate folosi forma de monorail, unde trenul călătorește pe o singură șină.
În ultimii ani, s-au construit sisteme de metrou automatizate, fără șofer, care sunt controlate direct de la un centru de control. Acestea se pot găsi în Copenhaga, Singapore, Lille, Paris și alte orașe.

## Istoric
Deschiderea Metropolitan Railway din Londra în 1863, cu locomotive cu abur, a marcat începutul transportului rapid. Experiențele inițiale cu motoare cu abur, în ciuda ventilației, au fost neplăcute. Experimentele cu căile ferate pneumatice nu au reușit să fie adoptate pe scară largă în orașe.
În 1890, City & South London Railway a fost prima cale ferată de transport rapid complet subteran și acționată electric. Înainte de deschidere, linia trebuia să se numească „City and South London Subway”, introducând astfel termenul Subway în terminologia feroviară. Ambele căi ferate, împreună cu altele, au fost ulterior integrate în London Underground. Liverpool Overhead Railway, deschisă în 1893, a fost concepută de la început să funcționeze cu tracțiune electrică.
Tehnologia s-a răspândit rapid în alte orașe din Europa, Statele Unite, Argentina și Canada. Unele căi ferate au fost convertite de la abur la electric, iar altele au fost proiectate electric de la început. Budapesta, Chicago, Glasgow, Boston și New York City au proiectat sau adaptat linii de transport electric.
Progresele tehnologice au permis apariția unor servicii automate. Au evoluat și soluții hibride, precum tren-tramvai sau premetro, care încorporează caracteristici ale sistemelor de transport rapid. Din cauza costurilor, constrângerilor inginerești sau a topografiei, unele orașe (în special din Australia, unde densitatea era scăzută, iar suburbiile se întindeau pe suprafețe mari) au optat pentru sisteme de tramvaie. Din anii 1970, viabilitatea trenurilor subterane în orașele australiene, în special Sydney și Melbourne, a fost reconsiderată ca soluție la suprasaturare. În Melbourne au fost construite tuneluri și stații în anii 1970, deschise în 1980. Prima linie a Sydney Metro a fost inaugurată în 2019.
Din anii 1960, numeroase sisteme noi au fost introduse în Europa, Asia și America Latină. În secolul XXI, cele mai multe extinderi și sisteme noi au fost dezvoltate în Asia, în special în China, care a devenit lider mondial în expansiunea rețelelor de metrou, având în prezent aproape 60 de orașe cu sisteme de transport rapid funcționale, în construcție sau planificate.

## Funcționare

Țările care au sisteme de metrou

Transportul rapid este utilizat pentru transportul local în orașe, aglomerări urbane și zone metropolitane, pentru a transporta un număr mare de persoane pe distanțe scurte, la frecvență ridicată. Extinderea sistemului variază mult de la un oraș la altul, în funcție de strategiile de transport adoptate. Unele sisteme pot ajunge doar până la limitele orașului sau până la inelul interior de suburbii, cu trenuri care opresc frecvent. Suburbiile exterioare sunt adesea deservite de rețele feroviare separate de tip commuter rail, unde stațiile sunt mai rare și permit viteze mai mari. În unele cazuri, diferențele între transportul rapid urban și sistemele suburbane sunt neclare.
Sistemele de transport rapid pot fi completate de alte rețele precum troleibuze, autobuze, tramvaie sau trenuri suburbane. Această combinație de moduri de transport compensează anumite limite ale transportului rapid, precum lipsa de opriri frecvente sau distanțele mari de mers pe jos până la accesul în sistem. Rețelele de autobuze sau tramvaie acționează ca linii de alimentare către stațiile de transport rapid.

### Linii
Fiecare sistem de transport rapid include una sau mai multe linii. Fiecare linie este deservită de cel puțin o rută specifică, cu trenuri care opresc în toate sau în unele dintre stațiile liniei. Cele mai multe sisteme operează mai multe rute, diferențiate prin culori, nume, numerotări sau combinații. Unele linii pot împărți traseul pentru o porțiune sau pot funcționa complet separat. Adesea, o linie care traversează centrul orașului se ramifică în două sau mai multe direcții în suburbii, oferind o frecvență mai mare în centru. Acest tip de organizare este utilizat, de exemplu, în metroul din Copenhaga, Milano, Oslo, Istanbul și New York.
Alternativ, poate exista un terminal central unic (în legătură cu gara centrală) sau mai multe stații de interschimb între linii în centrul orașului, cum e cazul în metroul din Praga. London Underground și metroul din Paris au rețele dense, cu linii în rețea care se intersectaeză în tot orașul. Metroul din Chicago are majoritatea liniilor convergând în The Loop, centrul de afaceri, financiar și cultural. Unele sisteme au o linie circulară în jurul centrului, conectându-se cu linii radiale, cum ar fi linia Kolțevaya din metroul din Moscova sau linia 10 din metroul din Beijing.
Capacitatea unei linii este determinată prin înmulțirea capacității pe vagon, lungimea trenului și frecvența serviciului. Trenurile de metrou greu pot avea 6–12 vagoane, iar cele mai ușoare 4 sau mai puține. Un vagon poate transporta între 100 și 150 de pasageri, în funcție de proporția locuri/în picioare, iar mai multe locuri în picioare înseamnă capacitate mai mare. Intervalul minim dintre trenuri este mai scurt decât la căile ferate convenționale datorită folosirii sistemelor moderne de control al traficului: durata minimă poate ajunge la 90 de secunde, dar majoritatea sistemelor operează cu 120 de secunde pentru a permite recuperarea eventualelor întârzieri. O linie tipică permite transportul a 1.200 de persoane pe tren, adică 36.000 de pasageri pe oră pe direcție. În Asia de Est, unele sisteme, precum liniile urbane din Hong Kong, ating capacități și mai mari, între 75.000 și 85.000 de pasageri pe oră pe sens.

### Tipuri de rețele
Topologiile rețelelor de metrou rapid sunt determinate de un număr mare de factori, inclusiv bariere geografice, tipare actuale sau estimate de deplasare, costuri de construcție, factori politici și constrângeri istorice. Un sistem de transport trebuie să deservească o anumită zonă cu un set de linii, ale căror forme sunt rezumate adesea prin forme de tip „I”, „L”, „U”, „S” și „O” sau bucle. Barierele geografice pot crea puncte de strâmtorare unde liniile trebuie să se intersecteze (de exemplu, pentru a traversa o întindere de apă), ceea ce poate duce la aglomerare, dar oferă și oportunități pentru realizarea de legături între linii.
Liniile de tip inel oferă o bună acoperire, fac legătura între liniile radiale și deservesc deplasările tangențiale care altfel ar necesita traversarea nucleului rețelei, de obicei aglomerat. Un model de tip grilă (grid) poate oferi o varietate mare de rute, menținând totodată o viteză și o frecvență rezonabile ale serviciului. Un studiu al celor mai mari 15 sisteme de metrou din lume a sugerat o formă universală compusă dintr-un nucleu dens, din care pornesc ramificații radiale.

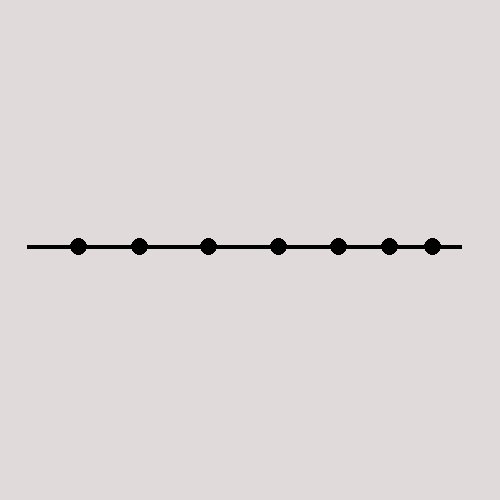
Linie diametrală, ex.: Almaty, Baltimore, Cleveland, Dhaka, Gwangju, Hanoi, Hiroshima, Honolulu, Izmir, Jakarta, Kazan, Lima, Maracaibo, Quito, Sydney, Salonic, Valencia, Ekaterinburg
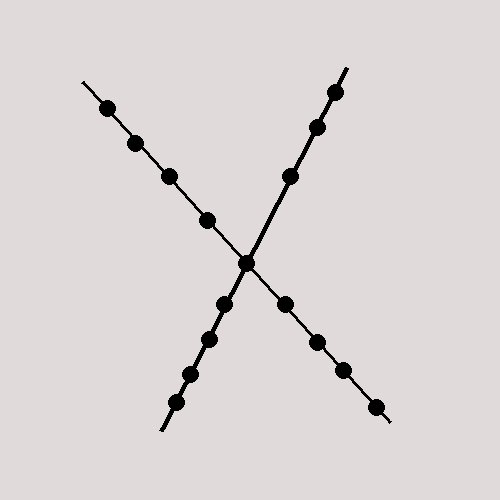
Sistem în cruce, ex.: Addis Abeba, Ahmedabad, Atlanta, Bangalore, Hohhot, Incheon, Kaohsiung, Kyoto, Luoyang, Nagpur, Panama City, Pune, Phenian, Rotterdam, Santo Domingo, Sendai, Varșovia
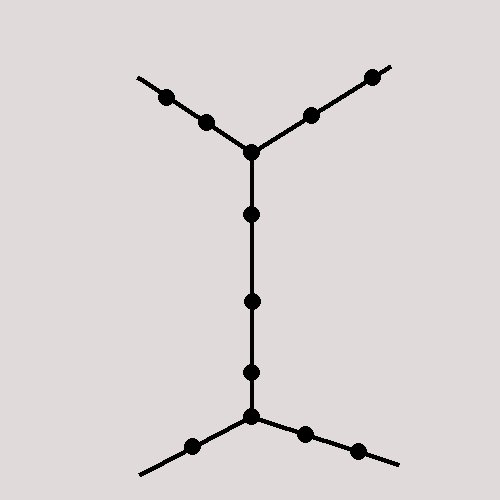
Sistem în formă de X, ex.: Alger, Amsterdam, Bilbao, Brasilia, Bruxelles, Helsinki, Miami, Nijni Novgorod, Recife, Rio de Janeiro, San Francisco, Stockholm, Salonic, Yokohama
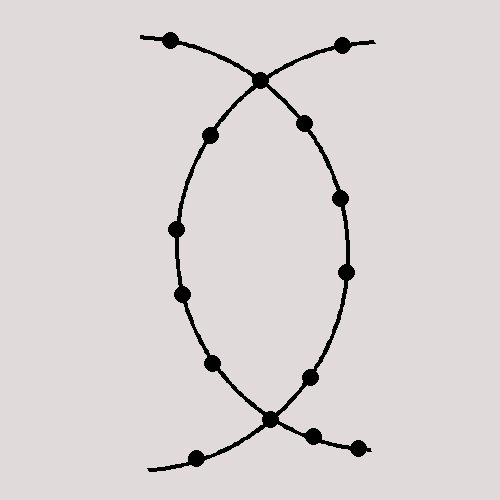
Două trasee care se intersectează (formă de vezică de aer), ex.: Chennai, Dubai, Kobe, Lille, Marsilia, Monterrey, Montreal, Nürnberg, Rotterdam, Toronto
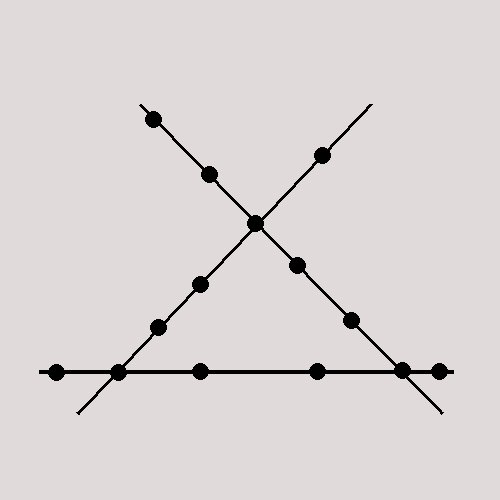
Linie secantă, ex.: Atena, Budapesta, Busan, Cairo, Harkov, Kiev, Hyderabad, Lisabona, Milano, München, Philadelphia, Praga, Roma, São Paulo, Tașkent
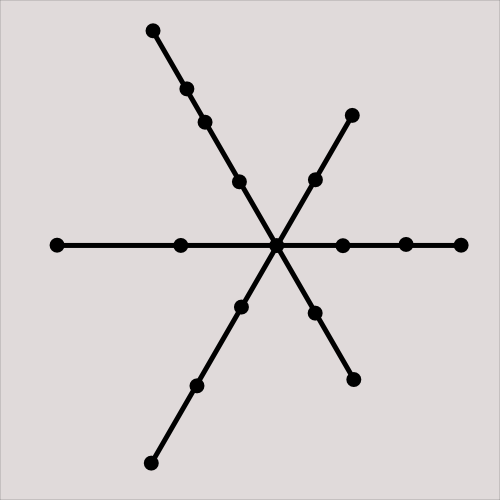
Sistem radial, ex.: Boston, Budapesta, Buenos Aires, Chicago, Daegu, Doha, Los Angeles, Sapporo, Washington D.C.
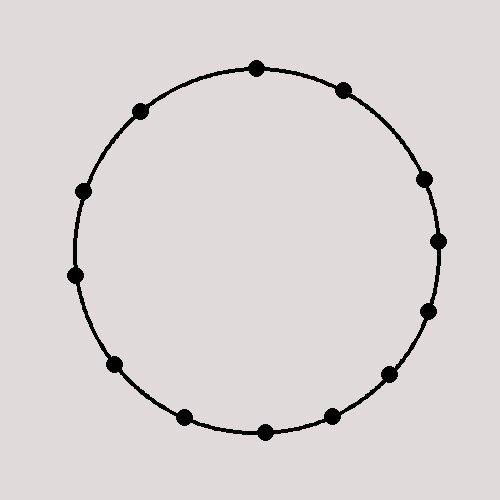
Sistem circular, ex.: Detroit, Glasgow
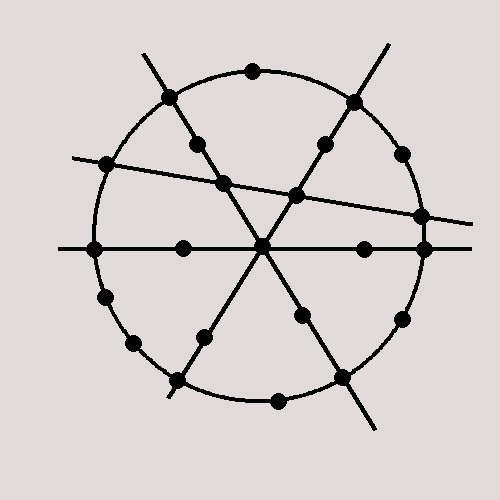
Sistem circular-radial, ex.: Bangkok, Beijing, București, Chengdu, Chongqing, Copenhaga, Delhi, Guangzhou, Hamburg, Londra, Madrid, Moscova, Nagoya, Paris, Seul, Shanghai, Singapore, Tokyo, Zhengzhou
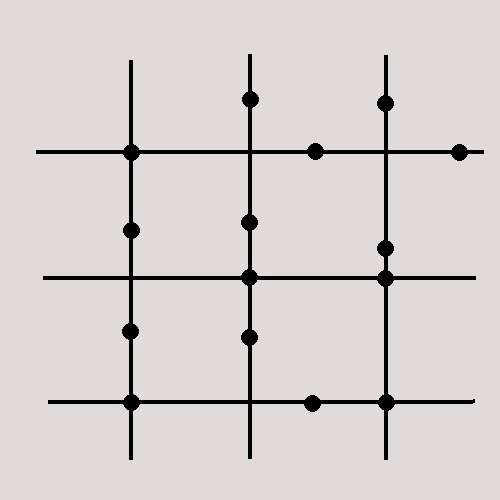
Rețea complexă (tip grilă), ex.: Barcelona, Berlin, Hangzhou, Hong Kong, Ciudad de México, Milano, Mumbai, Kolkata, Nanjing, New York, Osaka, Shenzhen, Taipei, Teheran, Tianjin, Viena, Wuhan
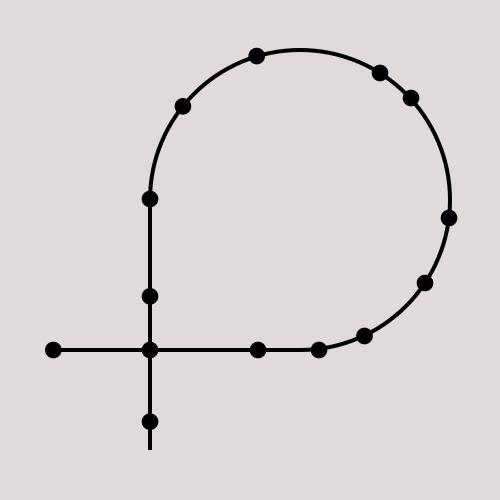
Buclă extinsă, ex.: Changchun, Napoli, Sofia

### Informații pentru pasageri
Operatorii de transport rapid dezvoltă branduri puternice, axate pe recunoaștere facilă și transmiterea ideilor de viteză, siguranță și autoritate. Deși în multe orașe autoritatea de transport are o imagine unitară, rețeaua de transport rapid utilizează un logo propriu în acest profil vizual.
Harta de transport este o reprezentare schematică sau topologică ce arată rutele și stațiile unui sistem public, folosind linii colorate și pictograme pentru stații. Poate include doar transportul rapid sau și alte mijloace de transport public. Aceste hărți, prezente în vehicule, stații și orare tipărite, ajută la înțelegerea conexiunilor și a punctelor de interschimb. Ele prioritizează conexiunile topologice, nu acuratețea geografică, folosind linii drepte, unghiuri fixe și distanțe uniforme între stații, ceea ce poate comprima zonele periferice și extinde cele centrale.
Odată cu răspândirea internetului și a telefoanelor mobile, operatorii oferă hărți și orare online, dar și informații în timp real despre sosirea vehiculelor și durata călătoriei. Formatul standardizat GTFS permite dezvoltarea de aplicații ce oferă actualizări personalizate utilizatorilor. Metroul din Ciudad de México folosește pictograme unice pentru fiecare stație, inițial pentru a facilita înțelegerea de către persoanele analfabete, devenind un simbol distinctiv al rețelei.
Unele rețele atribuie coduri alfanumerice unice stațiilor pentru identificare rapidă, indicând linia și poziția acestora. De exemplu, în MRT Singapore, codul CG2 arată a doua stație pe ramura Changi Airport a liniei East West. Stațiile de interschimb au mai multe coduri, precum Raffles Place: NS26 și EW14. La Seoul Metro, codurile sunt în principal numerice, primul număr reprezentând linia, iar ultimele două poziția stației (ex. Sinyongsan: 429, linia 4, stația 29). Stațiile de interschimb pot avea coduri multiple, cum este Primăria (132 pentru linia 1 și 201 pentru linia 2, aceasta fiind circulară). Liniile fără număr primesc coduri alfanumerice, iar cele operate de KORAIL încep cu „K”.

### Siguranță și securitate
Comparativ cu alte mijloace de transport, transportul rapid are un istoric bun în ceea ce privește siguranța, cu puține accidente. Transportul feroviar este supus unor reglementări stricte de siguranță, care impun proceduri și întreținere riguroasă pentru a scădea riscurile. Coliziunile frontale sunt rare datorită utilizării dublului fir de circulație, iar vitezele reduse de operare diminuează frecvența și gravitatea coliziunilor din spate și deraierilor. Incendiile reprezintă un pericol mai mare în subteran, exemplificat tragic de incendiul de la stația King's Cross din Londra în noiembrie 1987, care a cauzat 31 de decese. Sistemele sunt în general proiectate pentru a permite evacuarea trenurilor în multiple puncte ale rețelei.
Platformele înalte, de obicei peste 1 metru, pot reprezenta un risc de siguranță, deoarece persoanele care cad pe șine au dificultăți în a se urca înapoi. Pentru a elimina acest pericol, unele sisteme folosesc uși de platformă care previn căderile accidentale pe șine și sporesc siguranța călătorilor.
Facilitățile de transport rapid sunt spații publice și pot fi vulnerabile la probleme de securitate: infracțiuni minore precum furtul de buzunare sau bagaje, dar și infracțiuni violente, inclusiv agresiuni sexuale pe trenurile și peroanele aglomerate. Pentru a contracara aceste riscuri, operatorii implementează măsuri de securitate precum supravegherea video, prezența paznicilor și a controlorilor. În unele țări, există chiar poliție specializată pentru transportul public, integrată cu controalele de bilete pentru prevenirea fraudelor și menținerea ordinii.
Unele rețele, cum este metroul din Beijing, considerat în 2015 „cea mai sigură rețea de transport rapid din lume” conform Worldwide Rapid Transit Data, includ puncte de control de securitate similare celor din aeroporturi în toate stațiile. Sistemele de transport rapid au fost ținta atacurilor teroriste cu numeroase victime, cum ar fi atacul cu gaz sarin din metroul Tokyo în 1995 și atentatele din 2005 asupra London Underground.